# Irena Borecká
Irena Borecká (Brno, 5 novembre 1980) è un'ex cestista ceca.

## Carriera
Con la Rep. Ceca ha disputato i Giochi olimpici di Atene 2004 e quattro edizioni dei Campionati europei (2001, 2003, 2005, 2009).